# Piotr Piechniak
Piotr Piechniak (ur. 9 marca 1977 w Stalowej Woli) – polski piłkarz i trener grający na pozycji prawego pomocnika.
Jest znany głównie z występów w Dyskobolii Grodzisk Wielkopolski, w barwach której wywalczył dwa Puchary Polski oraz dwa Puchary Ekstraklasy. W sezonie 2009/2010 był zawodnikiem Odry Wodzisław Śląski. W maju rozwiązał kontrakt z klubem. Od czerwca 2010 w sezonie 2010/11 był zawodnikiem GKS Katowice.
Od połowy lipca do grudnia 2011 był piłkarzem Resovii. Od stycznia 2012 grał w IV-ligowej drużynie Kantoru Turbia. W czerwcu 2012 został grającym trenerem występującej w stalowowolskiej klasie okręgowej Olimpii Pysznica. Od września 2013 roku reprezentował barwy TG Sokół Sokołów Małopolski. Od 13 kwietnia 2015 do 14 marca 2016 był trenerem Stali Kraśnik.

## Kariera reprezentacyjna
Wykaz meczów reprezentacji Polski:
| l.p. | Data            | Miejsce              | Przeciwnik | Rezultat | Rozgrywki  | Grał   |
| ---- | --------------- | -------------------- | ---------- | -------- | ---------- | ------ |
| 1.   | 11 grudnia 2003 | Ta’ Qali             | Malta      | 4−0      | towarzyski | do 69' |
| 2.   | 14 grudnia 2003 | Ta’ Qali             | Litwa      | 3−1      | towarzyski | do 77' |
| 3.   | 3 lutego 2007   | Jerez de la Frontera | Estonia    | 4−0      | towarzyski | od 67' |